# Psilocharis
Psilocharis is een geslacht van vliesvleugeligen uit de familie Eucharitidae. De wetenschappelijke naam van dit geslacht is voor het eerst geldig gepubliceerd in 1994 door Heraty.

## Soorten
Het geslacht Psilocharis omvat de volgende soorten:
- Psilocharis aenigma Heraty, 1994
- Psilocharis afra Heraty, 1994
- Psilocharis dahmsi Heraty, 1994
- Psilocharis hypena Heraty, 1994
- Psilocharis joanneae Heraty, 1994
- Psilocharis monilicera Heraty, 1994
- Psilocharis pacifica Heraty, 1994
- Psilocharis pentella Heraty, 1994
- Psilocharis theocles (Walker, 1839)